# Policles
Policles (en griego antiguo, Πολυκλη̂ς; romanización, Polycles) (siglo II a. C.) fue un escultor griego mencionado por Plinio el Viejo (Naturalis Historia XXXIV, 80), que dice destacó en la olimpíada 156 (155 a. C.). A veces es llamado Policles el Joven, para distinguirlo de otro artista homónimo del siglo IV a. C.. 

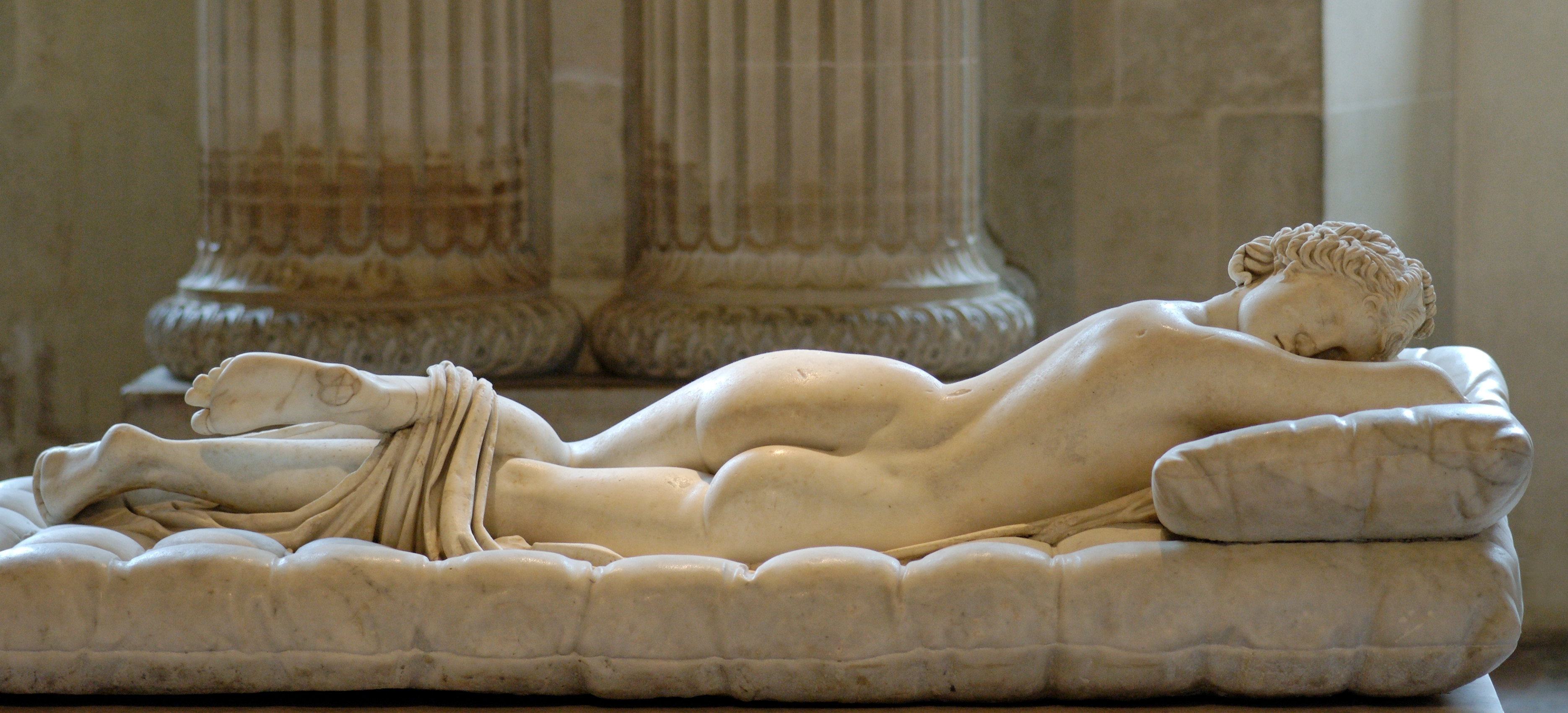
Hermafrodita Borghese

Seguramente era ateniense, ya que Plinio traduce Policles, Athenaeus (en griego antiguo, Πολυκλη̂ς  ̓Αθηναι̂ος). Se cree que fue el autor de una estatua de Juno que se encontraba en el Pórtico de Octavia en Roma, aunque podría ser también obra de Policles el Viejo. Pausanias menciona algunas estatuas de vencedor olímpico que tampoco se sabe seguro a cual de los dos escultores pertenecen. 
Una de sus obras más conocidas es el Hermafrodito dormido, cuyo original en bronce se perdió, existiendo varias copias realizadas en época romana, de las cuales una de las más famosas es el Hermafrodita Borghese, hallado en las Termas de Diocleciano a principios del siglo XVII y restaurado por Bernini. Se llama así por encontrarse en la Colección Borghese hasta 1807, fecha en que fue trasladado al Louvre. Otra copia se encuentra en el Museo Palazzo Massimo Alle Terme, Roma. En época moderna se realizaron varias copias más, como la encargada por Felipe IV de España, actualmente en el Prado, que seguramente influyó en la Venus del espejo de Velázquez.
Dejó dos hijos, Timocles y Tomárquides, artistas atenienses de considerable reputación.